# Laut (Einheit)
Laut war ein rumänisches Längenmaß.
- 1 Laut = 10 Stânjeni = 19,67 Meter (Walachei)
- 1 Laut = 10 Stânjeni = 22,30 Meter (Moldau)